# Popielec (poemat)
Popielec (ang. Ash Wednesday) – poemat T.S. Eliota, opublikowany po raz pierwszy w 1930. Utwór jest istotny jako wyrażenie światopoglądu poety. Eliot deklaruje się w nim jako chrześcijanin. Stwierdza, że powrót do postawy religijnej jest koniecznym warunkiem dalszego trwania i rozwoju cywilizacji zachodniej. Wskazuje, że podstawową bolączką współczesnego społeczeństwa jest zanik poczucia grzechu i brak odczucia potrzeby pokuty. Uważa, że potrzebne jest dostrzeżenie ogólnoludzkiego upadku i zadośćuczynienie za ten upadek, dokonujące się poprzez cierpienie. Poemat The Ash Wednesday był pierwszym dłuższym utworem Eliota po jego przystąpieniu do Kościoła Anglikańskiego.